# Tepih galerija
Tepih galerija, nova kulturna institucija koja je nakon 60-godišnjeg prekida utemeljena u Zagrebu 2006. godine i nastavlja višestoljetnu tradiciju izlaganja rukom rađenih tepiha s Bliskog i Dalekog istoka. 
Izložbe sagova u Zagrebu postoje u neprekinutom kontinuitetu od 1766. do 1945. godine kada komunističke vlasti zatvaraju posljednju galeriju tepiha. Inače, prvu zagrebačku galeriju sagova ustanovio je 1896. godine ministar bogoštovlja i prosvjete dr. Isidor Kršnjavi, a vodio ju je do svoje smrti 1926. godine tadašnji upravitelj Zemaljskog Državnog arhiva dr. Ivan pl. Bojničić. Slične galerije tepiha djeluju danas u New Yorku, Londonu, Moskvi, Parizu i Beču.